# Jazzmatazz, Vol. 2: The New Reality
Jazzmatazz, Vol. 2: The New Reality è il secondo album del rapper statunitense Guru, pubblicato nel 1995 dalla Virgin Records

## Tracce
1. "Intro [Light It Up] Jazzalude I" – 1:44
2. "Lifesaver" – 4:13
3. "Living in This World" – 4:29
4. "Looking Through Darkness" – 4:48
5. "Skit A [Interview] Watch What You Say" featuring Chaka Khan – 5:00 (Prodotto da DJ Premier)
6. "Jazzalude II - Defining Purpose" – 1:02
7. "For You" – 4:10
8. "Insert A [Mental Relaxation] Medicine" – 4:19
9. "Lost Souls" featuring Jamiroquai - 4:12
10. "Insert B [The Real Deal] Nobody Knows" featuring Shara Nelson – 3:58
11. "Jazzalude III - Hip Hop As A Way Of Life" – 1:17
12. "Respect The Architect" – 4:51 featuring Bahamadia
13. "Feel the Music" – 3:57
14. "Young Ladies" – 4:12
15. "The Traveler" – 4:01
16. "Jazzalude IV - Maintaining Focus" – 1:18
17. "Count Your Blessings" – 4:02
18. "Choice Of Weapons" – 4:24
19. "Something in the Past" – 3:19
20. "Skit B [A lot On My Mind] Revelation" – 4:35

## Samples Usati
- "Lifesaver" contiene un sample di "Django" di Cal Tjader
- "Feel the Music" contiene un sample di "Revival" di Martine Girault
- "Respect The Architect" contiene un sample di"I Can See Clearly Now" di Johnny Nash & "Nobody Beats the Biz" di Biz Markie
- "Choice Of Weapons" contiene un sample di "It's A New Day" di Skull Snaps
- "Something in the Past" contiene un sample di "What You Won't Do For Love" di Bobby Caldwell & "You're A Customer" di EPMD
- "Looking Through Darkness" contiene un sample di "A Change Is Gonna Come" di Otis Redding & "Slippin' into Darkness" di War
- "Insert B [The Real Deal] Nobody Knows" contiene un sample di "You Are My Starship" di Norman Connors
- "Watch What You Say" contiene un sample di "The Midnight Sun Will Never Set" di Quincy Jones
- Medicine (Mental Relaxation) contiene un sample di Memory Lane (Sittin' in da Park) di Nas